# Eddie Eagan
Edward Patrick Francis "Eddie" Eagan (26. travnja 1897. – 14. lipnja 1967.), američki športaš.
On je prvi, a do danas i jedini športaš uopće koji je bio Olimpijski pobjednik i na Ljetnim i na Zimskim Olimpijskim igrama.

## Životopis
Rođen je u siromašnoj obitelji u Denveru. Studirao je pravo na Harvardu, a kasnije i na Oxfordu. Godine 1919. osvaja boksački naslov AAU (Amateur Athletic Union) prvaka, a potom i naslov amaterskog prvaka Velike Britanije u boksu, dok na Olimpijskim igrama u Antwerpenu, 1920. godine osvaja zlatnu medalju u poluteškoj kategoriji, pobijedivši u finalu Norvežanina Sverre Sørsdala. Nastupa i na Igrama u Parizu 1924, ali ne osvaja medalju.
Eagan se vraća na olimpijsku scenu 1932. godine, ovaj put kao član posade američkog boba četverosjeda, u sastavu: William Fiske, Edward Eagan, Clifford Gray i Jay O'Brien, te na ZOI 1932, u Lake Placidu, New York, (SAD), osvaja svoju drugu zlatnu olimpijsku medalju, čime ulazi u športsku i olimpijsku povijest, a ostaje i do danas jedini čovjek koji je uspio pobijediti i na Ljetnim i na Zimskim Olimpijskim igrama. 
Eddie Eagan je kasnije postao odvjetnik, te u činu pukovnika američke vojske sudjeluje u Drugom svjetskom ratu.
U dobi od 70 godina umire u gradiću Rye, u saveznoj državi New York.